# Stephanoaetus
Stephanoaetus là một chi chim trong họ Accipitridae.

## Các loài
- Stephanoaetus coronatus (Linnaeus, 1766)
- † Stephanoaetus mahery Goodman, 1994